# Matija Ljubek
Matija Ljubek (22. listopadu 1953 Belišće, Slavonie – 11. října 2000 Valpovo Slavonie) byl chorvatský kanoista reprezentující Jugoslávii. Získal dvě zlaté olympijské medaile, v individuálním závodě na 1000 metrů na olympijských hrách v Montrealu roku 1976 a v závodě dvojic na 500 metrů na olympiádě v Los Angeles roku 1984, spolu s Mirko Nišovićem. Na stejných hrách získal s Nišovićem též stříbro v závodě dvojic na 1000 metrů. Má ještě olympijský bronz, z individuálního závodu na 500 metrů na hrách v Montrealu 76. Ve své sbírce má též čtyři tituly mistra světa (1978, 1982, 1983, 1985). V roce 1976 byl vyhlášen jugoslávským sportovcem roku v anketě srbského deníku Sport ("Zlatna značka") i v anketě chorvatského deníku Sportske novosti. Byl vlajkonošem jugoslávské výpravy na zahajovacím ceremoniálu olympijských her v Moskvě roku 1980 a v Soulu roku 1988. V roce 2000 byl zavražděn.